# Agaraeus
Agaraeus là một chi bướm đêm thuộc họ Geometridae.

## Các loài
- Agaraeus discolor
- Agaraeus distans
- Agaraeus nigrilineata
- Agaraeus notia
- Agaraeus parva
- Agaraeus sutschana